# Canton de Secondigny
Le canton de Secondigny est une ancienne division administrative française située dans le département des Deux-Sèvres et la région Poitou-Charentes.

## Géographie
Ce canton était organisé autour de Secondigny dans l'arrondissement de Parthenay. Son altitude variait de 112 m (Le Retail) à 249 m (Secondigny) pour une altitude moyenne de 198 m.

## Administration

### Conseillers généraux de 1833 à 2015
| Période | Période      | Identité                         | Étiquette           | Qualité                                                                           |
| ------- | ------------ | -------------------------------- | ------------------- | --------------------------------------------------------------------------------- |
| 1833    | 1839         | Jean-Baptiste Chrisostome Decaix |                     | Capitaine-trésorier de la Gendarmerie départementale Propriétaire à Niort         |
| 1839    | 1852         | Pierre Hyacinthe Bonnin          |                     | Notaire, maire de Secondigny, conseiller d'arrondissement                         |
| 1852    | 1871         | Eugène Lasnonnier                | Majorité dynastique | Avocat, juge suppléant, conseiller municipal de Niort Député (1863-1870)          |
| 1871    | 1886 (décès) | Louis Ganne                      | Républicain         | Médecin, maire de Parthenay Député (1877-1886)                                    |
| 1886    | 1895         | Georges Brillaud                 | Droite              | Avocat à Secondigny                                                               |
| 1895    | 1913         | Alfred Ganne                     | Républicain         | Propriétaire à Secondigny                                                         |
| 1913    | 1924 (décès) | Théophile Rodier                 | Républicain         | Tailleur d'habits Maire de Secondigny (1908-1924), conseiller d'arrondissement    |
| 1924    | 1940         | Édouard Moulin                   |                     | Huissier, maire de Secondigny (1925-1929)                                         |
|         |              |                                  |                     |                                                                                   |
| 1945    | 1964         | Clovis Macouin                   | DVD                 | Maire de Moncoutant puis de Parthenay (1945-1954) Député (1928-1942 et 1945-1951) |
| 1964    | 1970         | Édouard Pied                     | SFIO                | Maire de Saint-Aubin-le-Cloud                                                     |
| 1970    | 1982         | M. Airault                       | DVD                 |                                                                                   |
| 1982    | 1994         | Gabriel Fourré                   | DVD                 | Menuisier Maire de Saint-Aubin-le-Cloud                                           |
| 1994    | 2001         | Claude Guinard                   | DVD                 | Maire de Secondigny (1991-1994)                                                   |
| 2001    | 2015         | Gérard Vitré                     | DVD puis UMP        | Directeur de maison familiale Maire de Secondigny depuis 2008                     |

### Conseillers d'arrondissement (de 1833 à 1940)
| Période                                  | Période | Identité                              | Étiquette                | Qualité |
| ---------------------------------------- | ------- | ------------------------------------- | ------------------------ | --- |
| 1833                                     | 1839    | Pierre Hyacinthe Bonnin               |                          | Notaire, maire de Secondigny                                                                                |
| 1839                                     | 1848    | Pierre Florent Chauvineau (1792-1849) |                          | Juge de paix à Secondigny                                                                                   |
|                                          |         |                                       |                          | |
| 1910                                     | 1913    | Théophile Rodier                      | Républicain              | Maire de Secondigny                                                                                         |
|                                          |         |                                       |                          | |
| 1919                                     | 1934    | Honoré Vignault                       | Rad.                     | Agriculteur à Secondigny                                                                                    |
| 1934                                     | 1940    | M. Poupot                             | Républicain nationaliste | |
| 1940                                     |         |                                       |                          | Les conseils d'arrondissement ont été suspendus par la loi du 12 octobre 1940 et n'ont jamais été réactivés |
| Les données manquantes sont à compléter. |         |                                       |                          | |

## Composition
Le canton de Secondigny groupait huit communes et compte 7 067 habitants (population municipale) au 1er janvier 2012.
| Communes             | Population (2012) | Code postal | Code Insee |
| -------------------- | ----------------- | ----------- | ---------- |
| Allonne              | 663               | 79130       | 79007      |
| Azay-sur-Thouet      | 1 129             | 79130       | 79025      |
| Neuvy-Bouin          | 486               | 79130       | 79190      |
| Pougne-Hérisson      | 373               | 79130       | 79215      |
| Le Retail            | 278               | 79130       | 79226      |
| Saint-Aubin-le-Cloud | 1 741             | 79450       | 79239      |
| Secondigny           | 1 816             | 79130       | 79311      |
| Vernoux-en-Gâtine    | 581               | 79240       | 79342      |

## Démographie
| 1962  | 1968  | 1975  | 1982  | 1990  | 1999  | 2006  | 2012  |
| ----- | ----- | ----- | ----- | ----- | ----- | ----- | ----- |
| 8 412 | 8 031 | 7 622 | 7 707 | 7 365 | 6 996 | 6 856 | 7 067 |